# Passfieldova bílá kniha

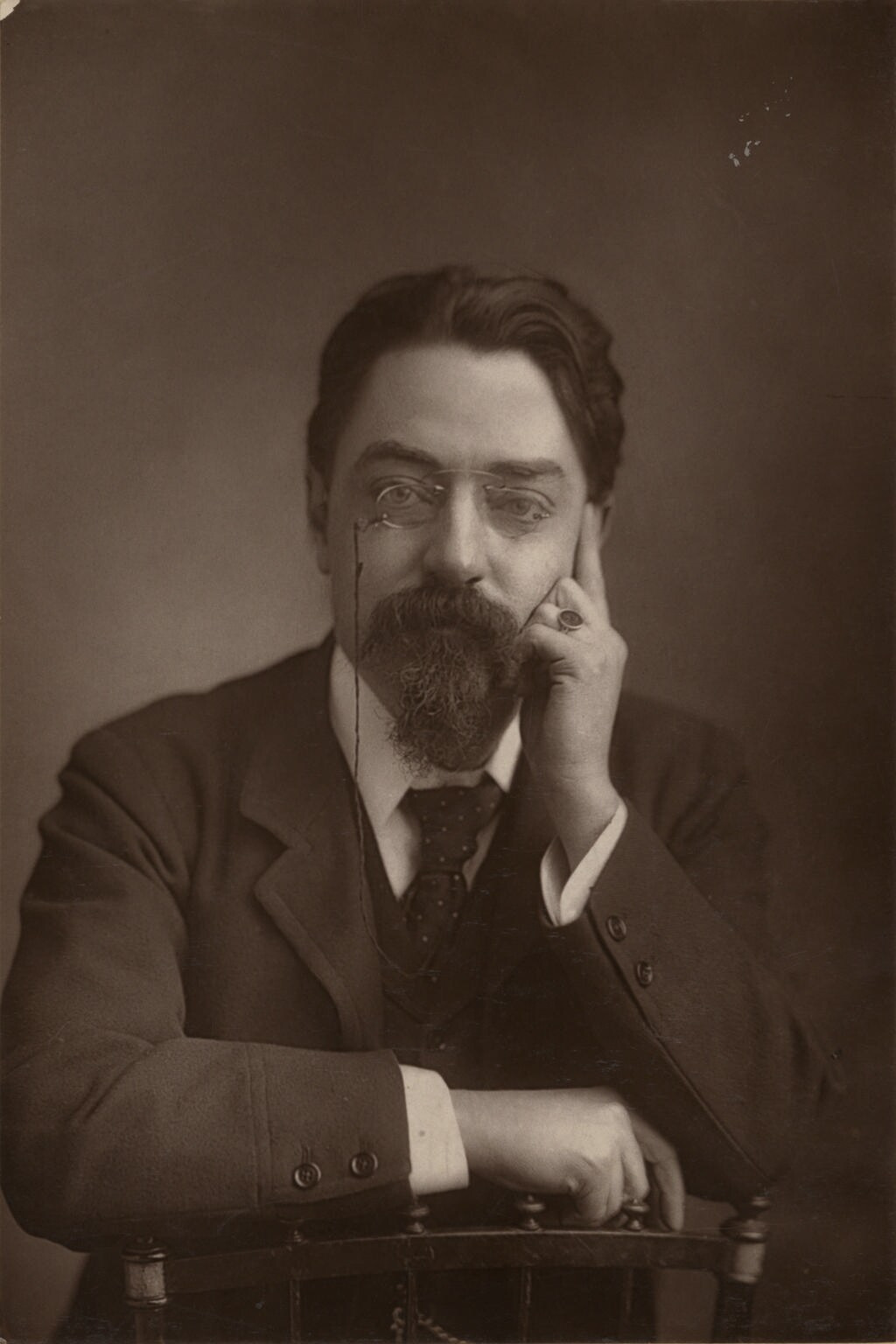
Lord Passfield

Passfieldova bílá kniha (anglicky: Passfield white paper) bylo prohlášení britské politiky pro mandátní Palestinu z 1. října 1930, které nahrazovalo dřívější prohlášení vyjádřené Churchillovou bílou knihou z roku 1922. Passfieldova bílá kniha, sepsaná britským ministrem kolonií lordem Passfieldem, vycházela ze závěrů Hope-Simpsonovy vyšetřovací komise, která zkoumala hlubší příčiny palestinských nepokojů z roku 1929, které vypukly v důsledku sporů o přístup k Západní zdi v Jeruzalémě. Mezi hlavní důsledky bílé knihy patřilo značné omezení kvót pro židovskou imigraci. Odsuzovala dvě hlavní židovské organizace v mandátu, a to odborový svaz Histadrut a Židovskou agenturu, které obě podporovaly pouze židovskou zaměstnanost. Stejně jako Hope-Simpsonova zpráva, i Passfieldova bílá kniha shledala tuto sionistickou politiku zničující pro ekonomický rozvoj arabské populace.
Sionisté tvrdili, že Passfieldova bílá kniha představuje ústupek závazků daných Balfourovou deklarací, a že její případná implementace by omezila židovskou imigraci do Palestiny. Bílá kniha se však tohoto závazku nezříká, pouze uvádí, že tento cíl není hlavní politikou mandátní vlády. Na místo toho zmiňuje britský úmysl plnit mandátní povinnosti jak pro Araby, tak pro Židy. Britové se zároveň zavázali vyřešit jakýkoliv konflikt, který by vznikl v důsledku potřeb obou komunit.
Sionistické organizace po celém světě zahájily proti Passfieldově bílé knize rozsáhlou kampaň. Ve Spojeném království tato kampaň vyvrcholila v předstoupení britského premiéra Ramsaye MacDonalda před Dolní sněmovnu, kde bílou knihu vysvětloval a dopis Chajimu Weizmannovi.